# Sauerbrunnen (Leiningen)
Sauerbrunnen ist ein Dorf im Hunsrück und seit der rheinland-pfälzischen Funktional- und Gebietsreform Ende der 1960er Jahre ein Ortsteil der Ortsgemeinde Leiningen im Rhein-Hunsrück-Kreis. Bis zum 7. Juni 1969 gehörte Sauerbrunnen zu der bis dahin eigenständigen Gemeinde Lamscheid.

## Geographie
Sauerbrunnen liegt in einem Nebental des Baybachs im Hunsrück.

## Geschichte
Die Geschichte des Ortes geht auf die namengebende Quelle des Sauerbrunnens zurück, welcher 1565 das erste Mal erwähnt wird. 
Im Jahre 1780 wurde diese Quelle aus Dankbarkeit von der Reichsgräfin Marianne von der Leyen gefasst. Um 1786 war Sauerbrunnen ein Kurbetrieb und das Wasser wurde außer Landes verkauft. Ab 1789 verfiel der Brunnen. Um 1820 erwarb der Gastwirt D’Avis den verfallenen Brunnen und erneuerte die Anlage nebst einem Gasthaus und Unterkünften für Kurgäste. 1898 wurde ein Brunnenhaus erbaut, welches 1910 erneuert wurde. Am 11. Juni 1910 erhielt die Thauma-Quelle die amtliche Anerkennung als 'Lamscheider Stahlbrunnen'. 

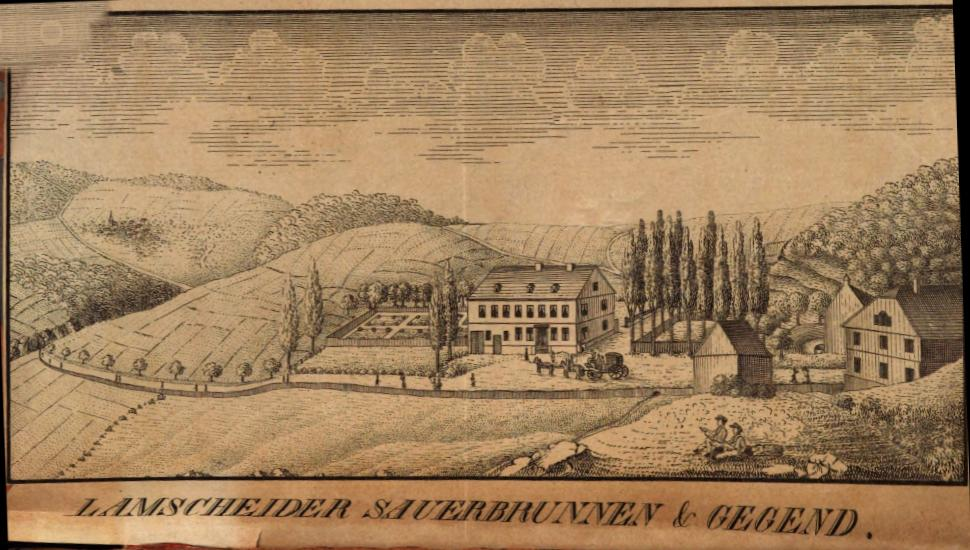
Sauerbrunnen in Lamscheid 1827

Bei der Fahrt über die Hauptstraße von Emmelshausen nach Lamscheid ist das stattliche historische Brunnenhaus zu sehen.

## Persönlichkeiten
- Helene Pagés (* 14. Dezember 1863 in Sauerbrunnen; † 23. November 1944 in Reit im Winkl), Schriftstellerin

## Belege